# Budeč, Jindřichův Hradec
Budeč là một làng thuộc huyện Jindřichův Hradec, vùng Jihočeský, Cộng hòa Séc.